# Henry Blaze de Bury
Ange Henry Blaze, baró de Bury (Avinyó (Valclusa), 19 de maig de 1813 - París, 15 de març de 1888) fou un escriptor, poeta, dramaturg, crític literari, artística i musical i compositor francès.
Era fill del compositor i musicòleg François-Henri-Joseph Blaze, conegut com a Castil-Blaze. El nom de Blaze de Bury es deriva del cognom anglès de la seva mare. Ja havia treballat amb el seu pare en l'arranjament de Don Giovanni per a la Gran Òpera de París. Des de 1834 es donà a conèixer com a poeta en la Revue du deux mondes, publicant el Souper ches le Commandeur. La influència del Romanticisme l'induí estudiar la literatura alemanya (1840) i publicà una traducció del Faust de Goethe que va tenir molt d'èxit, i amb el nom de Hans Werner va donar a conèixer en la Revue du deux monde alguns poemes alemanys.
El 1843 publicà les Poesies de Goethe, i el 1846 Ecrivains et poetes d'Allemagne; com obres de caràcter històric; Souvenirs et récits des compagnes d'Autriche (1855), Les Koenigsmarch (1855), Le chevalier de Chasot (1862), Les Femmes et la Société au temps d'Auguste (1875), i Dames de la Reinaissance (1887). Tractà de la política moderna en Le comte de Chambord (1850), Un mois de Venise (1850), Hommes du jour (1859), Les Salons de Vienne et de Berlín (1861) que no signà, i Les Bonshommes de cire (1864). A aquestes obres li seguiren La Nuit de Walpurguis (1850), Les écrivains modernes de l'Allemagne (1868), Les maitresses de Goethe(1872), i Tableaux romàntiques de littérature et d'art (1878).
Les seves repetides estades a Alemanya i particularment en la cort de Weimar, en la que s'apreciaven molt els seus mèrits literaris, li donaren una autoritat indiscutible per a jutjar la vida intel·lectual alemanya. Des de 1864 s'havia donat a conèixer com a crític musical amb el pseudònim de F. de Lagenevais en la Revue du deux mondes, mostrant-se adversari de Wagner i de les noves tendències. Entre les seves obres de crítica figuren: Les Musiciens contemporains (1856), Rossini et son temps (1862), Meyerbeer et son temps (1865), i Musiciens du passé, du present et de l'avenir (1880). En aquesta obra fa justícia a Wagner rectificant les seves critiques intransigents. També publicà: Poesies complétes (1842), Intermèdes et Poèmes (1859), La Légende de Versailles (1870), Mes Etudes et mes Souvenirs; Alexandre Dumas (1885) i Goethe et Beethoven (1892).
Deixà unes Mémoires molt curioses que publicà la Revue internationale, de Florència, el 1888.
La seva esposa, Paulina Rosa Stewart, d'origen irlandès, publicà diverses novel·les i estudis crítics amb el pseudònim d'Arthur Dayley i Maurice Flassan i signada amb el seu nom la narració Un Voyage en Autriche, en Hongrie et en Allemagne, pendant les événements de 1848-49 (1851).
La seva filla (morta el 1902 a París) que havia residit molt de temps a Anglaterra amb el nom de Madame Blaze de Bury i Maurice Flassan, publicà: Un divorci Royal, Anne Boleyn (1890), Profils shakespeariens (1891), Dames d'hier et d'aujourd'hui (1898), i Les romanciers anglais contemporains (1900).